# Silberner Bär (Leipzig)

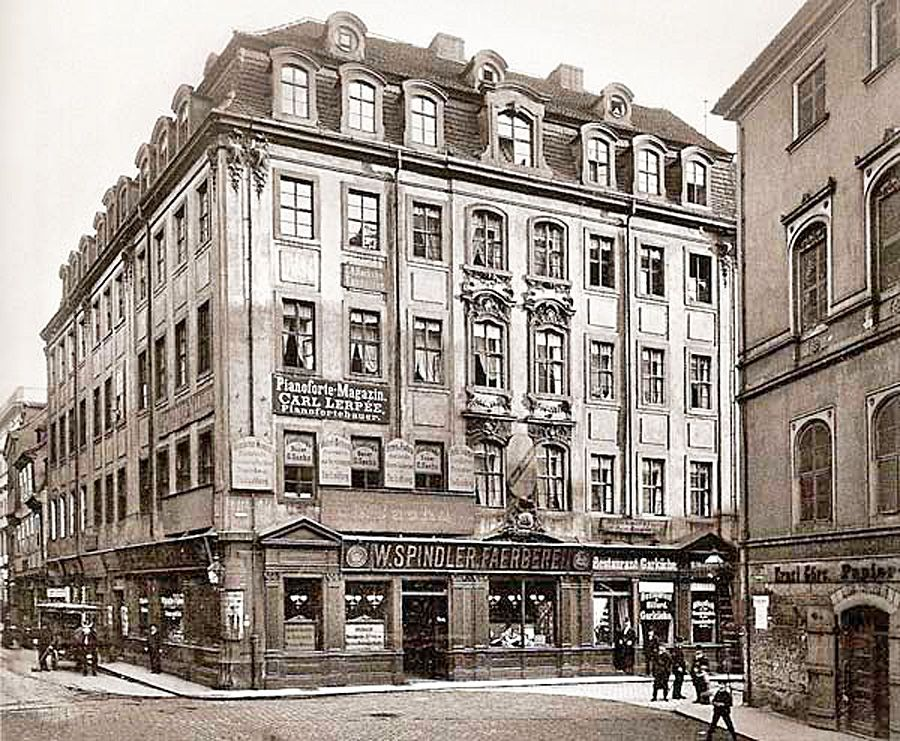
Haus Silbener Bär (um 1890)

Der Silberne Bär war ein historisches Gebäude von 1765 in der Leipziger Innenstadt. Auch sein im Zweiten Weltkrieg zerstörter Nachfolgebau trug diesen Namen.

## Lage und Gestalt

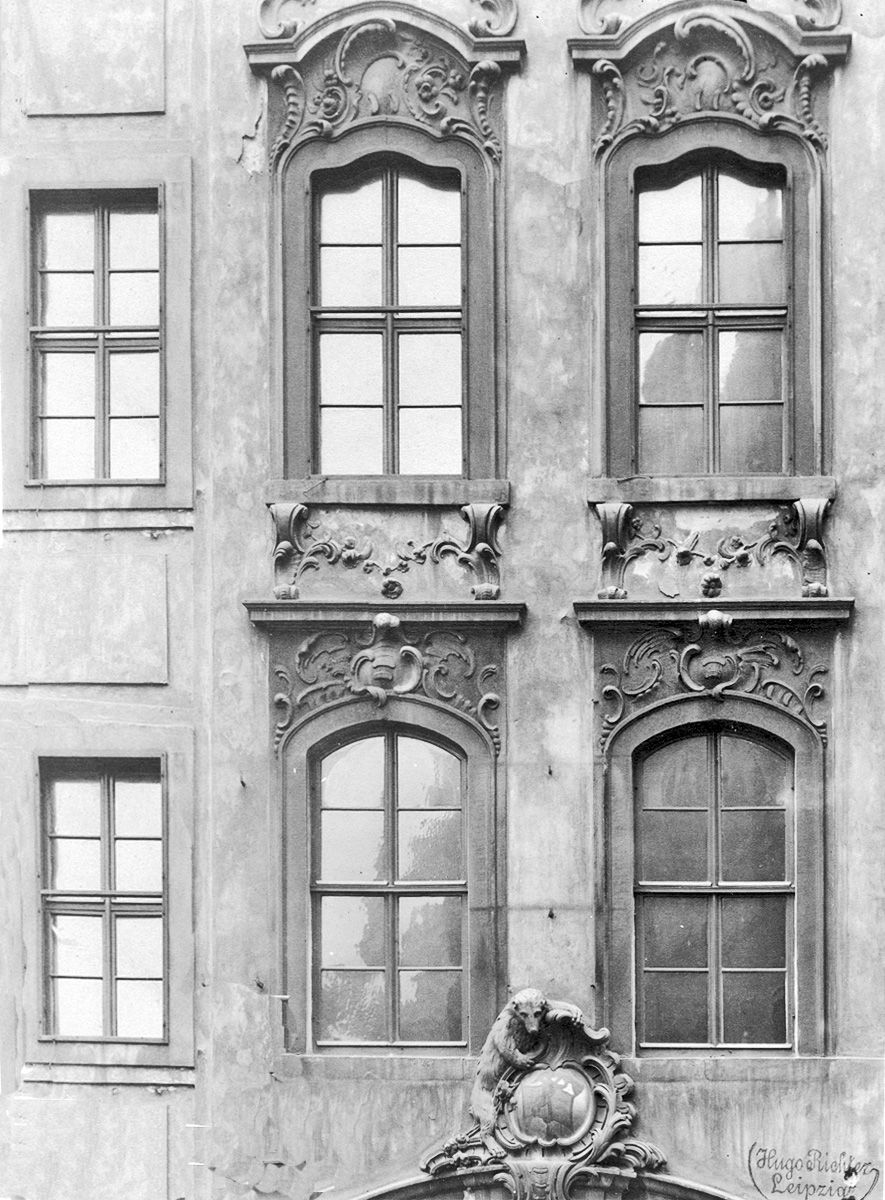
Rokoko-Schmuck

Das Haus Zum Silbernen Bären stand in der Universitätsstraße 18 (bis 1839 Alter Neumarkt) an der Ecke zur Kupfergasse (bis 1903 Kupfergäßchen) mit dem Eingang an der Kupfergassenseite, weshalb es mitunter als Kupfergasse 18 bezeichnet wird. Auf der gegenüberliegenden Straßenseite stand das Haus Goldener Bär und an der anderen Ecke der Kupfergasse das alte Gewandhaus.
Der Silberne Bär war ein viergeschossiges Gebäude mit ausgebautem Mansarddach. Elf Fensterachsen wiesen zur Universitätsstraße, acht zur Kupfergasse. Die beiden Achsen über dem Eingang mit dem Bären als Hauszeichen in der Kupfergasse zeigten reiches Rokoko-Schmuckwerk. Die Mittelgaube war größer und reicher gestaltet als die übrigen.

## Geschichte
1765 entstand das Haus zum Silbernen Bären nach Abriss zweier Vorgängerbauten. Bauherr war der Musikverleger Johann Gottlob Immanuel Breitkopf (1719–1794). Sein Vater Bernhard Christoph Breitkopf (1695–1777) hatte 1738 auf der gegenüberliegenden Straßenseite den Goldenen Bären errichtet, was den Anlass zum Namen des neuen Hauses gab. Das Eckgrundstück erwarb Breitkopf 1765, das Nachbargrundstück in der Universitätsstraße bereits 1763. Dieses war unter dem Namen „die Arche“ bekannt. Einer der Vorbesitzer war von 1531 an der „Fürstenmaler“ Hans Krell (1490–1565), dem 1538 der Rat der Stadt genehmigte, einen Turm auf sein Haus zu bauen, damit er „die Wolken besser abmalen könnte“, was wohl zu dem Hausnamen führte. Den Grundstein zum Silbernen Bären legte der Administrator von Kursachsen, Prinz Franz Xaver (1730–1806).
In die Anfangszeit des neuen Hauses fiel die Leipziger Studienzeit Goethes, der mit den Söhnen Breitkopfs befreundet war und deshalb in dem Hause ein- und ausging und auch die Bibliothek des Hauses benutzen durfte. Goethes Studentenwohnung lag nur wenige Häuser entfernt in der Großen Feuerkugel. In die Mansarde zog der Kupferstecher Johann Michael Stock (1737–1773) mit seiner Familie ein. Bei ihm erlernte Goethe die Anfänge des Kupferstichs und des Holzschnitts. Im Silbernen Bären wohnte ferner der Arzt Georg Christian Reichel (1717–1771), der Goethe bei seinem Blutsturz 1768 behandelte.

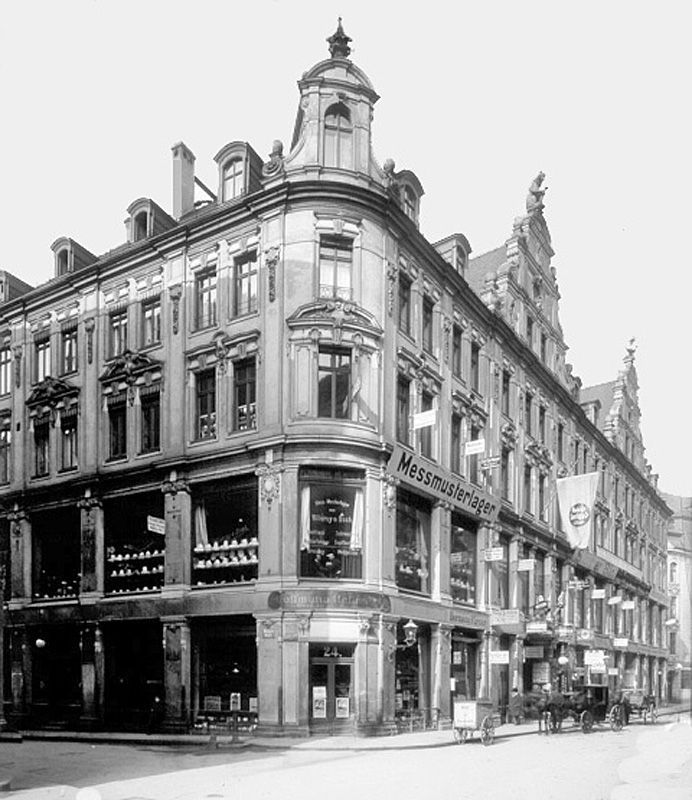
Messehaus Silberner Bär Universitätsstraße Ecke Magazingasse (1902)
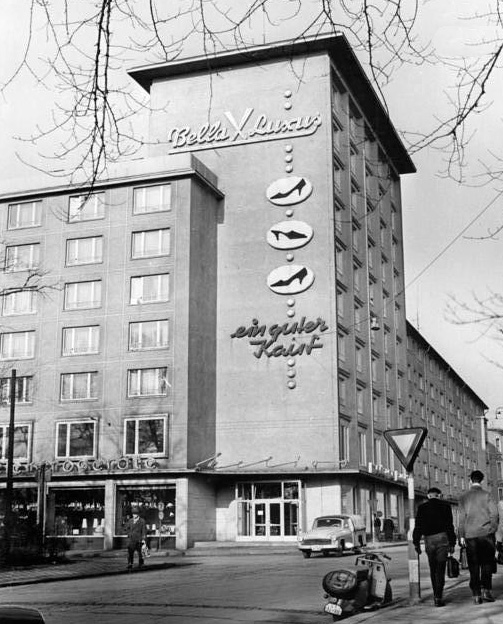
Wohn- und Geschäftsbauten Universitätsstraße Ecke Schillerstraße (1964)

Nachdem Johann Gottlob Immanuel Breitkopf 1794 gestorben war, musste sein Sohn Christoph Gottlob Breitkopf (1750–1800) neben Weiterem auch das Haus zum Silbernen Bären verkaufen. 1795 folgte die Versteigerung von 19.511 Büchern durch den Auktionator Johann August Gottlob Weigel (1773–1846), der im gleichen Jahr sein Geschäft im Silbernen Bären eröffnet hatte, das er 1838 seinem Sohn Theodor Oswald (1812–1881) übergab.
1895/1896 wurde das Haus abgerissen und unter Einbeziehung des Grundstücks Universitätsstraße 20, das bis zur Magazingasse reicht, ein neobarocker Mustermesseneubau gleichen Namens errichtet. Er besaß zwei zur Universitätsstraße gerichtete Zwerchhäuser, die jeweils von einer Bärenfigur geziert wurden.
Das Messehaus, Universitätsstraße 18–24, von dem Architekten August Hermann Schmidt (1858–1942) und das Gebäude zwischen Magazingasse und Schillerstraße wurden im Zweiten Weltkrieg zerstört. 1959/60 wurde in traditioneller Bauweise ein Neubauwohnblock mit Läden im Erdgeschoss errichtet, der die Magazingasse überspannt und an der Schillerstraße in einem zehngeschossigen Hochhaus gipfelt.